# Agrostis arvensis
Agrostis arvensis é uma espécie de gramínea do gênero Agrostis, pertencente à família Poaceae.